# Сухий Яр (Покровський район)
Сухи́й Яр — село Покровської міської громади Покровського району Донецької області, в Україні.

## Загальні відомості
Відстань до райцентру становить близько 10 км і проходить переважно автошляхом E50.
Землі села межують із територією м. Новогродівка Новогродівської міської ради Донецької області.
Поруч розташована шахта 1/3 «Новогродівська».

## Населення
За даними перепису 2001 року населення села становило 237 осіб, із них 89,03 % зазначили рідною мову українську та 10,97 % — російську.